# Henckelia serrata
Henckelia serrata är en tvåhjärtbladig växtart som först beskrevs av R. Brown, och fick sitt nu gällande namn av A. Weber och Brian Laurence Burtt. Henckelia serrata ingår i släktet Henckelia och familjen Gesneriaceae. Inga underarter finns listade i Catalogue of Life.